# Die Oesterreicher
Die Oesterreicher ist ein Walzer von Johann Strauss (Sohn) (op. 22). Das Werk wurde am 23. November 1845 im Tanzlokal Zum Sperl in Wien erstmals aufgeführt.

## Einzelnachweis
1. ↑  Das betreffende englische Booklet (Seite 19) dient auch als Quelle der obigen Angaben.